# Itzac
Itzac település Franciaországban, Tarn megyében. Lakosainak száma 178 fő (2022. január 1.). Itzac Alos, Campagnac, Loubers, Tonnac, Vaour és Vindrac-Alayrac községekkel határos.

## Népesség
A település népességének változása:
| Lakosok száma | 147  | 151  | 157  | 152  | 160  | 168  | 176  | 178  | 178  |
|               | 2013 | 2015 | 2016 | 2017 | 2018 | 2019 | 2020 | 2021 | 2022 |